# Wuli, Chongqing
Wuli (kinesiska: 五里) är en köping i sydvästra Kina. Den ligger i stadsdistriktet Qianjiang i storstadsområdet Chongqing, omkring 220 kilometer öster om det centrala stadsdistriktet Yuzhong. Antalet invånare är 8 010. Befolkningen består av 3 940 kvinnor och 4 070 män. Barn under 15 år utgör 26,0 %, vuxna 15-64 år 61 %, och äldre över 65 år 12,0 %.